# Bodas trágicas
Bodas trágicas es una película dramática mexicana de 1946 dirigida por Gilberto Martínez Solares y protagonizada por Roberto Silva, Miroslava y Ernesto Alonso. Los decorados de la película fueron diseñados por el director de arte Jorge Fernández.
La película marcó el debut en la pantalla de Miroslava, una refugiada checa que se convirtió en una de las principales estrellas del cine mexicano.

## Argumento
Un joven hacendado se casa en secreto con su novia, y al enterarse el padre de la joven, reza una maldición que por culpa de las malentendidos de sus criados se puede hacer realidad.

## Reparto
- Roberto Silva como Diego.
- Miroslava como Amparo.
- Ernesto Alonso como Octavio.
- Stella Inda como Laura (como Estela Inda).
- José Morcillo como Don Juan Manuel.
- Antonio R. Frausto como Sóstenes.
- Alberto Torres Lapham como Don José Luis.
- Lupe Inclán como Agustina.
- Carolina Barret como Pepita.
- Luis Beristáin como Carlos.
- Manuel Noriega Ruiz como Padre Muñoz.
- José Elías Moreno como Coronel Torres.
- María Valdealde como Doña Engracia.